# Šmoula Nešika
Šmoula Nešika je jedna z hlavních postav v komiksu, televizním seriálu a filmu Šmoulové.

## Povaha
Nešika je velký dobrák a strašně rád pomáhá, i když zkazí všechno, na co sáhne. Moc mu to nemyslí, ale pokud jde o chování, tak to má lepší než mnozí ostatní Šmoulové. Nikdy není lstivý ani zlomyslný a nedokáže být zlý. Je mimořádně nešikovný, hlavně neustále padá a o něco zakopává. U Nešiky je to přesně obráceně než u Koumáka, na první pohled se zdá být úplně hloupý, ale dokáže velmi překvapit inteligentním nápadem. Jeho zálibou je sbírání kamenů.

## Vzhled
Od ostatních Šmoulů se liší jen tím, že mu čepice částečně zakrývá oči.

## Vztahy s ostatními Šmouly
S ostatními vychází dobře a mají ho rádi. Problém je v tom, že i když se jim snaží pomáhat, tak to často zcela pokazí, a ostatním tím jen přidělá práci. Jeho nešikovnost také občas napomůže k tomu, aby je Gargamel pochytal. Je to jediný Šmoula, který považuje Koumáka za inteligentního a dokáže mu naslouchat. Koumák má naproti tomu Nešiku za úplného hlupáčka.